# Lampok
Lampok is een bestuurslaag in het regentschap Sumbawa Barat van de provincie West-Nusa Tenggara, Indonesië. Lampok telt 740 inwoners (volkstelling 2010).